# Wil Jacobs (handballer)
Wil Jacobs (Geulle, 7 juni 1960) is een voormalig Nederlandse handbalspeler en handbalcoach. Jacobs stond bekend als een goede spelverdeler en verdediger bij het Geleense Vlug en Lenig, later het Belgische Neerpelt en de nationale ploeg.

## Biografie

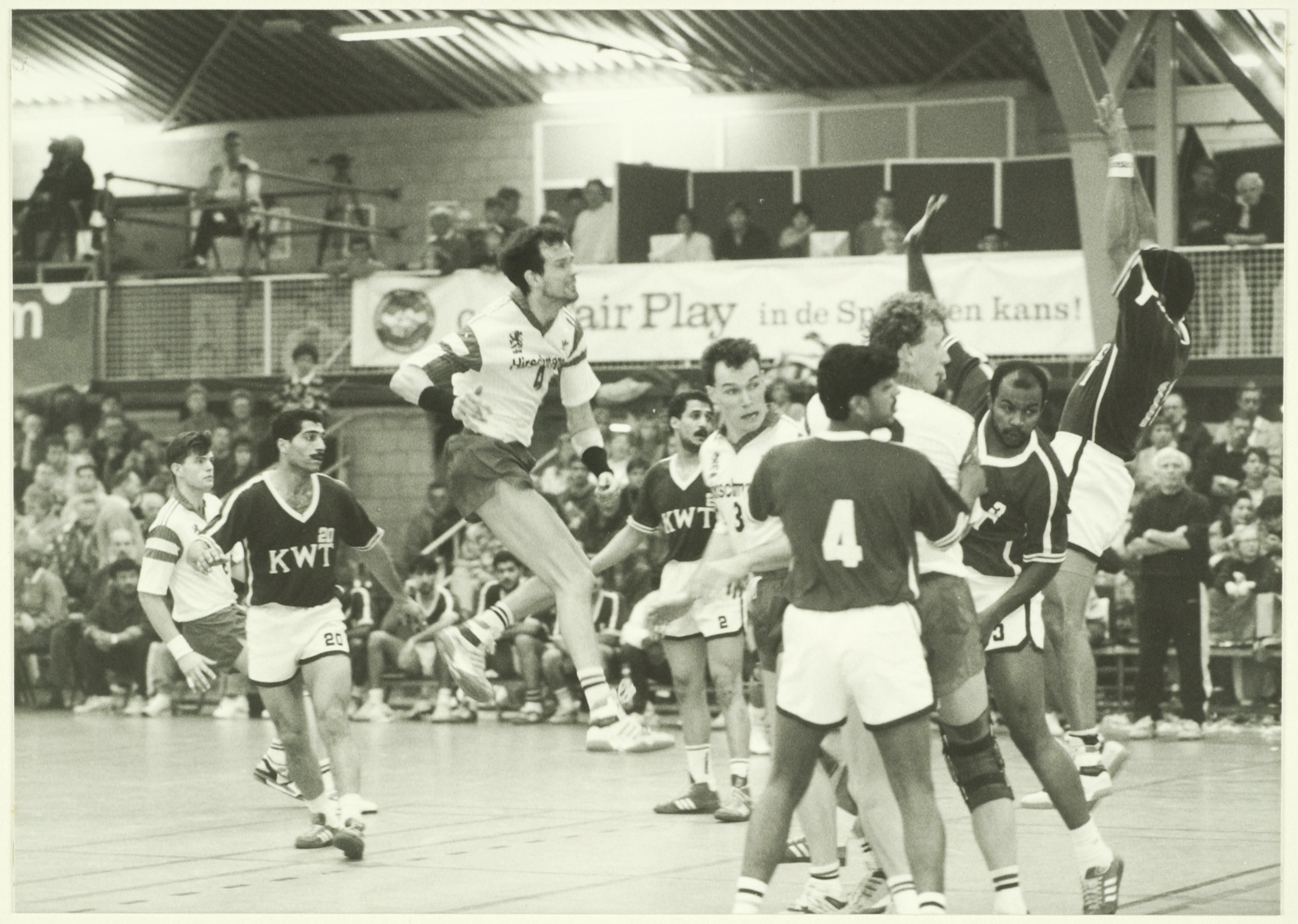
Wedstrijd Nederland-Koeweit, Henk Groener schiet op doel, Lambert Schuurs en Wil Jacobs kijken in de verdediging van Koeweit toe. (1991)

Jacobs begon op 14-jarige leeftijd met handballen bij Vlug en Lenig. Als jeugdinternational deelde Jacobs mee aan het Jeugd WK in 1979 (Denemarken) en 1981 (Portugal). Jacobs debuteerde in de nationale ploeg, op 28 maart 1980 in Aarau tegen Zwitserland (26-14 verlies). Het B-WK in 1981 in Frankrijk werd zijn eerste grote toernooi, afgesloten met plek tien. Daarna volgden nog vier WK’s met Oranje. In 1988, tijdens de eerste editie van de Limburgse Handbal Dagen, werd hij topscorer namens Vlug en Lenig. 
In 1985 keerde Jacobs Vlug en Lenig de rug toe en kwam drie jaar voor het Belgische Neerpelt uit. In 1988 keerde hij weer terug naar Vlug en Lenig voor een seizoen. In het seizoen 1989/1990 kwam Jacobs weer uit voor Sporting Neerpelt, het seizoen hierna keerde hij weer terug naar Vlug en Lenig.
Op 20 juni 1993 werd een benefietduel tegen Duitsland voor de slachtoffers bij een aanslag in Solingen zijn laatste optreden in de nationale ploeg. Zijn actieve loopbaan stopte in 1997 waarna hij nog ruim een jaar de ploeg trainde waarvan hij zelf nog deel had uitgemaakt als speler. Sindsdien focuste hij zich op de opvoeding van zijn kinderen en andere zaken. 
In 2013 ging Jacobs om de B- en later de A-jeugd bij Vlug en Lenig te trainen waar zijn zoon bij speelde.
In 2017 keerde hij weer een korte tijd terug in de handbalwereld, ditmaal als interim-coach van Bevo HC 2.